# Salesianische Familie

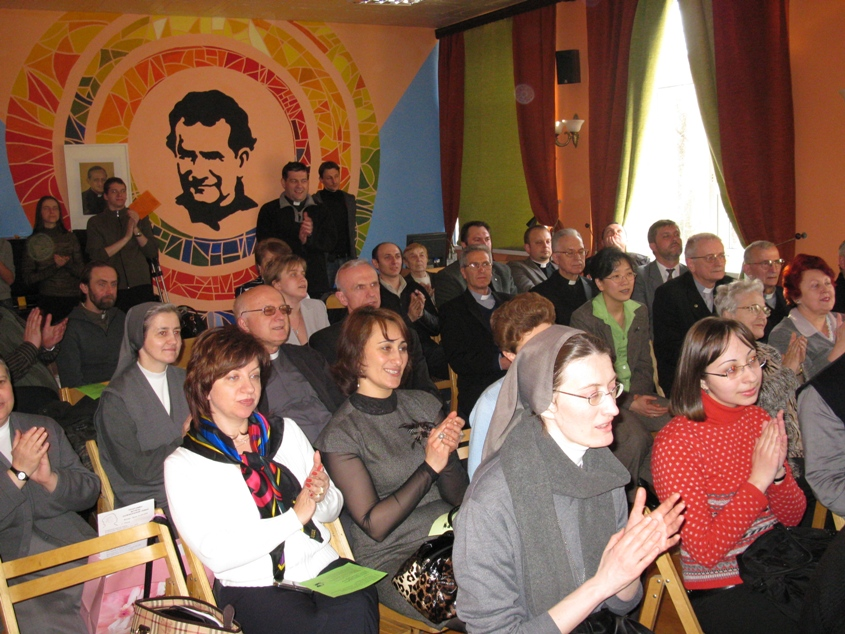
Salesianische Familie (Don Bosco) in Moskau

Die Salesianische Familie im weiteren Sinne umfasst alle von Franz von Sales und seiner Spiritualität (vgl. Salesianische Spiritualität) beeinflussten Personen und geistlichen Gemeinschaften. Die Salesianische Familie im engeren Sinne (auch Don-Bosco-Familie genannt) umfasst die von Don Bosco gegründeten oder von seiner Spiritualität inspirierten Ordensgemeinschaften und Vereinigungen.

## Mitglieder der Salesianischen Familie (ohne Don-Bosco-Familie)
- Schwestern der Heimsuchung Mariens (gegründet 1610 von Franz von Sales und Johanna Franziska von Chantal)
- Bonalisten (gegründet 1637 von Raymond Bonal; existieren nicht mehr)
- Kongregation Unserer Lieben Frau von der Heimsuchung von Gent (gegründet 1682)
- Schwestern des hl. Franz von Sales (gegründet 1740 von Domenico Leonati in Padua)
- Missionare des hl. Franz von Sales (gegründet 1830 von Pierre-Marie Mermier)
- Kongregation der Schwestern vom Heiligen Kreuz von Chavanod (gegründet 1838 von Pierre-Marie Mermier und Claudine Echernier)
- Oblatinnen des hl. Franz von Sales (gegründet 1868 von Louis Brisson und Leonie Aviat)
- Oblaten des hl. Franz von Sales (gegründet 1872 von Louis Brisson und Maria Salesia Chappuis)
- Töchter des hl. Franz von Sales von Lugo (gegründet 1872 von Carlo Cavina)
- Vereinigung der Töchter des hl. Franz von Sales (gegründet von 1872–1876 von Henri Chaumont und Caroline Carré de Malberg)
  - Salesianische Missionarinnen der Unbefleckten Jungfrau Maria
  - Gemeinschaft des hl. Franz von Sales
- Kongregation des hl. Josef und des hl. Franz von Sales für die Taubstummen, heute bekannt unter dem Namen Kongregation der Väter der Kleinen Mission für die Taubstummen (gegründet 1872 von Giuseppe und Cesare Gualandi)
- Salesianerinnen vom Heiligsten Herzen (gegründet 1885 vom Sel. Filippo Smaldone für die Erziehung und Bildung gehörloser Kinder)
- Säkularinstitut des Heiligen Franz von Sales (gegründet 1946 von Franz Reisinger)
- Institut Christus König und Hohepriester (gegründet 1990 von Gilles Wach und Phillip Mora)
- Anbetungsschwestern des königlichen Herzens Jesu

## Mitglieder der Don-Bosco-Familie
Offiziell anerkannt gehören insgesamt 22 Gruppen zur Don-Bosco-Familie.
Ordensgemeinschaften und Säkularinstitute:
- Salesianer Don Boscos (Gesellschaft des hl. Franz von Sales) (2007: 16.092 Angehörige)
- Don-Bosco-Schwestern (Töchter Mariens, Hilfe der Christen) (2002: 15.074 Angehörige)
- Volontarie Don Boscos (1917 von Don Philipp Rinaldi gegründetes Säkularinstitut) (2002: 1.308 Angehörige)
- Schwestern von der Liebe Jesu (bis 2009: Schwestern von der Nächstenliebe von Miyazaki) (2002: 1.074 Angehörige)
- Missionsschwestern Mariä, Hilfe der Christen (2002: 700 Angehörige)
- Zeugen des Auferstandenen (2000: 650 Angehörige)
- Suore Catechiste di Maria Immacolata Ausiliatrice (2002: 500 Angehörige)
- Töchter vom Heiligsten Herzen Jesu und Mariens (2002: 404 Angehörige)
- Kongregation vom Heiligen Erzengel Michael (CSMA; Michaeliten; gegründet vom sel. Bronisław Markiewicz (1842–1912)) (2005: ca. 330 Angehörige)
- Salesianer-Oblaten vom Heiligsten Herzen Jesu (2002: 262 Angehörige), 1921 gegründet von Bischof Alexander Chulaparambil
- Töchter des Göttlichen Erlösers (2002: 109 Angehörige)
- Suore ancelle del Cuore Immacolato di Maria (2002: 109 Angehörige)
- Apostel der Heiligsten Familie (2002: 100 Angehörige)
- Volontari Con Don Bosco (2002: 62 Angehörige)
- Figlie della Regalità di Maria Immacolata (2002: 57 Angehörige)
- Kongregation der Schwestern von der Auferstehung (50 Angehörige)
- Suore di Gesù Adolescente (2002: 43 Angehörige)

Außerdem gehören als weitere Assoziationen dazu:
- Associazione Cooperatori Salesiani, deutsch: Salesianische Mitarbeiter (1876 von Don  Johannes Bosco gegründet) (2002: 35.000 Angehörige)
- Salesianische Jugendbewegung (SJB; gegründet 1988)
- Weltbund der ehemaligen Schülerinnen und Schüler der Töchter Mariens, Hilfe der Christen (ab 1870 gegründete Vereine von ehemaligen Schülern)
- Associazione di Maria Ausiliatrice (ADMA), deutsch: Vereinigung Mariens, der Helferin (2002: 35.000 Angehörige)
- Associazione Damas Salesianas (2005: 3.000 Angehörige)

## Heilige und Selige der Salesianischen Familie
- Franz von Sales

### Heilige, Selige und Verehrungswürdige der Salesianischen Familie (ohne Don-Bosco-Familie)
Heilige:
- Johanna Franziska von Chantal
- Margareta Maria Alacoque
- Leonie Aviat
- Filippo Smaldone

Selige:
- Die sieben Märtyrinnen von Madrid
- Louis Brisson

Ehrwürdige Diener Gottes:
- Louise-Marguerite Claret de la Touche
- Léonie Martin

Weitere verehrungswürdige Personen:
- Maria Salesia Chappuis

### Heilige, Selige und Verehrungswürdige der Don-Bosco-Familie
Heilige:
- Johannes Bosco
- Joseph Cafasso
- Maria Mazzarello
- Dominikus Savio
- Leonardo Murialdo
- Aloisius Versiglia und Kallistus Caravario, Märtyrer in China
- Aloisius Orione

Selige:
- Aloisius Guanella
- Michael Rua
- Laura Vicuña
- Philipp Rinaldi
- Magdalena Morano
- Josef Kowalski, Märtyrer
- Franz Kesy, Ceslaus Jóźwiak, Edward Kaźmierski, Jarogniew Wojciechowski, Eduard Klinik, Märtyrer
- José Calasanz Marqués und 31 Gefährten, Märtyrer
- Aloisius Variara
- Artemide Zatti
- María Romero Meneses
- August Czartoryski
- Eusebia Palomino Yenes
- Alexandrina Maria da Costa
- Albert Marvelli
- Bronisław Markiewicz
- Zefyrinus Namuncurà
- Heinrich Sáiz Aparicio, Bartolomäus Blanco, Manuel Gómez Contioso und 60 Gefährten, Märtyrer
- Aloisius Boccardo, Märtyrer
- Philipp Hernández Martínez, Märtyrer

Verehrungswürdige
- Andreas Beltrami
- Teresa Valsè-Pantellini
- Dorotea de Chopitea
- Vincenzo Cimatti
- Simon Srugi
- Rudolf Komorek
- Luigi Maria Olivares
- Margareta Occhiena
- Włodzimierz Szembek

Siehe auch Eigenfeiern der Don-Bosco-Familie